# Anselmo Duarte
Anselmo Duarte (portugisiskt uttal: [ɐ̃ˈsɛwmu duˈaʁtʃi]), född 21 april 1920 i Salto, São Paulo, död 7 november 2009, var en brasiliansk skådespelare, manusförfattare och filmregissör. Bland hans verk märks Löftet, som vann Guldpalmen vid Filmfestivalen i Cannes 1962 och blev nominerad till en Oscar för bästa icke-engelskspråkiga film.